# Rezerwat przyrody Ruska Kępa
Rezerwat przyrody Ruska Kępa – leśny rezerwat przyrody położony nad Wisłą w gminie Czosnów (powiat nowodworski, województwo mazowieckie). Od 1997 roku stanowi eksklawę Kampinoskiego Parku Narodowego jako obszar ochrony czynnej.
Rezerwat obejmuje naturalny łęg wierzbowo-topolowy na terenie zalewowym Wisły, bezpośrednio do niej przylegający. Ponad stuletnie topole białe (białodrzewy), nazywane „napoleońskimi”, osiągają około 40 m wysokości i obwód około 7 m. Występują tu też stare wiązy, olsze i czeremchy.